# 11. oklepna divizija (ZDA)
11. oklepna divizija (angleško 11th Armored Division) je bila oklepna divizija Kopenske vojske ZDA.